# (33652) 1999 JP84
1999 JP84 (asteroide 33652) é um asteroide da cintura principal. Possui uma excentricidade de 0.11552590 e uma inclinação de 15.24051º.
Este asteroide foi descoberto no dia 12 de maio de 1999 por LINEAR em Socorro.